# Wilhelm Spindler (Unternehmer)

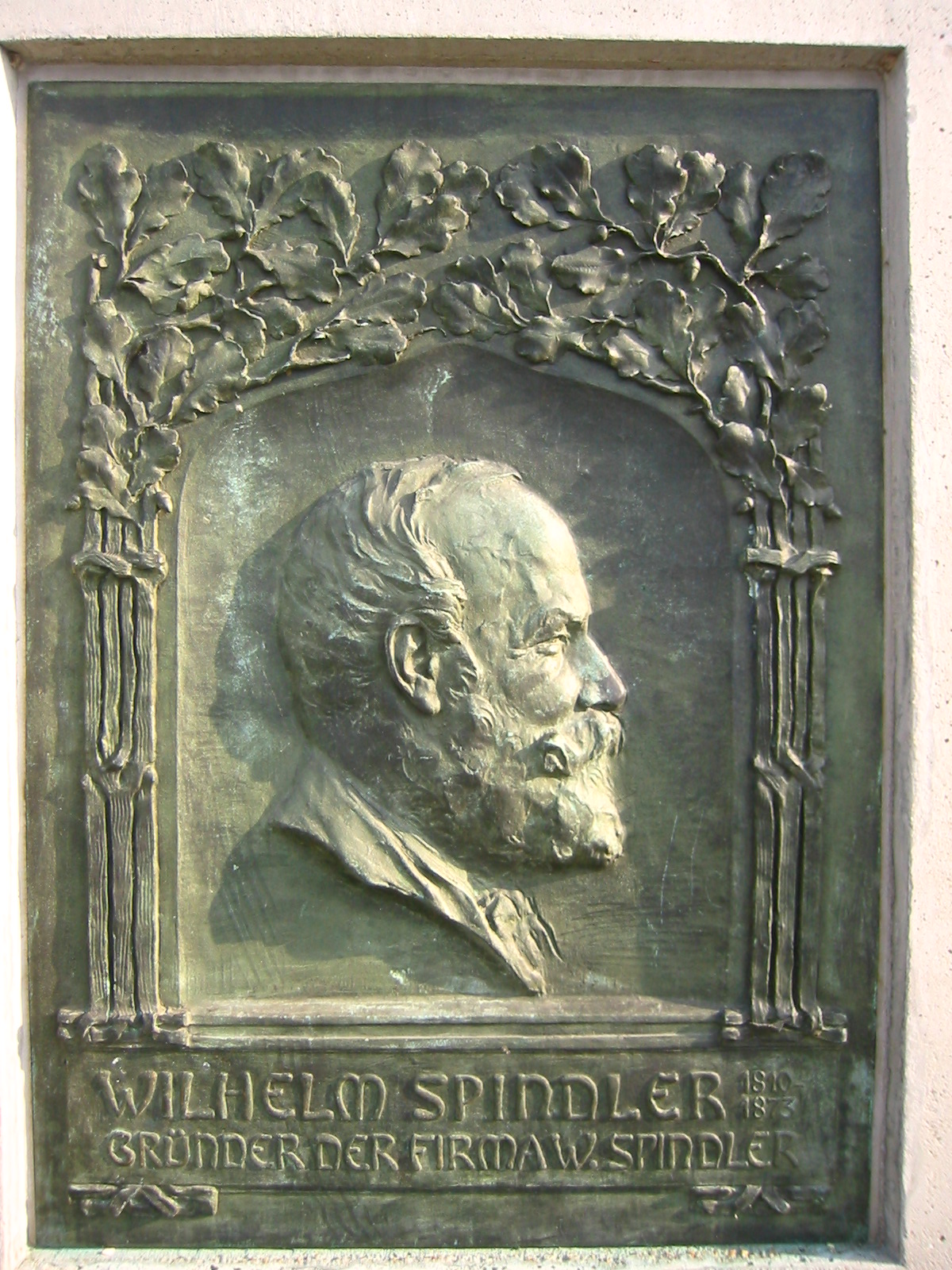
Denkmal für Wilhelm Spindler an der Wilhelm-Spindler-Brücke

Johann Julius Wilhelm Spindler (* 8. April 1810 in Berlin; † 28. April 1873 ebenda) war ein deutscher Wäscherei- und Färberei-Unternehmer und Gründer der Firma W. Spindler.

## Leben
Wilhelm Spindler war das einzige Kind von Martin Spindler aus Bayreuth und Johanna Friedericia Fischer aus Berlin. Sein Großvater war Johann Jakob Spindler, Hofbauconducteur des Fürstentums Bayreuth, der das Schloss Fantaisie errichtet hatte. Mit circa 20 Jahren ging Wilhelm auf Wanderschaft, unter anderem nach Paris und erlernte so das Handwerk der Seidenfärberei. 1832 kehrte er nach Berlin zurück und gründete mit Unterstützung eines Onkels am 1. Oktober in den Kellerräumen in der Burgstraße 3 in Berlin-Mitte eine kleine Seidenfärberei. Er teilte in einer Annonce im Königlichen Intelligenzblatt „den geehrten Herren Seidenwaaren-Fabrikanten und Seidenhändlern ergebenst“ die Eröffnung seiner kleinen Manufaktur mit: „Imgleichen empfehle ich mich dem geehrten Publikum […] im saubersten Waschen von Shawls und Glätten von Kattunkleidern“.
Das Geschäft lief gut und so erwarb er 1841 in der Nähe des Spittelmarktes in der Wallstraße 12 ein Grundstück für eine Färberei und Wäscherei, den sogenannten Spindlershof. Weitere Filialen wurden in der Folgezeit in der Poststraße 11, in der Friedrichstraße 153 A und in der Leipziger Straße 36 eröffnet.
Wilhelm Spindler war stets an technischen Fortschritten in seinem Gewerbe interessiert und pflegte zahlreiche Beziehungen zu Kollegen im Ausland. Aus Paris brachte er von der „Teinturerie Jolly Belin“ (Färberei Jolly Belin) das Wissen um die Chemische Reinigung mit nach Berlin und führte diese 1854 als erster in Deutschland ein. Er gilt daher als einer der Pioniere der Chemischen Reinigung. Bei diesem Verfahren wurde die Kleidung mit Benzol bzw. Benzin unter Ausschluss von Wasser (also „trocken“, daher auch Trockenreinigung) gereinigt. Dies ermöglichte eine Massenreinigung, welche Spindler zum Durchbruch seiner Firma verhalf.

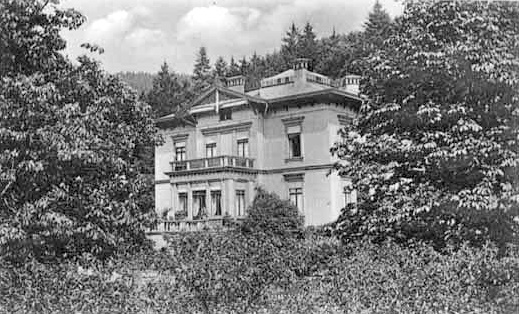
Villa Spindler in Tabarz Kr. Gotha (AK 1915)

Neben der Wäscherei war die Färberei das zweite Standbein des Unternehmens. Spindler beschäftigte sich hier insbesondere mit dem Schwarzfärben von Seide. Er unterhielt zu namhaften europäischen Färbereien (zum Beispiel der Färberei Pullar in Perth) gute Beziehungen und konnte sich so auch die Erkenntnisse der Chemiker François-Emmanuel Verguin aus Lyon und William Henry Perkin aus London zu eigen machen. Im Jahr 1859 erhielt Spindler in Österreich-Ungarn ein Patent auf den von Verguin erfundenen „eigenthümlichen rothen Farbestoff, genannt ‚Fuchsin‘“. Zur Farben- und Lackfabrik der Gebrüder Gessert in Elberfeld hatte Wilhelm Spindler sogar familiäre Beziehungen: seine am 15. Juni 1845 geborene Tochter Marie Friederike Charlotte heiratete Julius Gessert Ende der 1870er Jahre und beide hatten vier Kinder miteinander. Adolf von Brüning, einer der Gründer der Hoechst AG, verrichtete bei W. Spindler von 1859 bis 1862 seine ersten Arbeitsjahre nach der Promotion und heiratete am 14. Juli 1863 Spindlers erste Tochter Clara (1843–1909). Um 1870 ließ er sich bei Tabarz einen Feriensitz, die heute noch erhaltene Villa Spindler, errichten, die nach seinem Tod von seinem Sohn Carl Spindler übernommen wurde. 

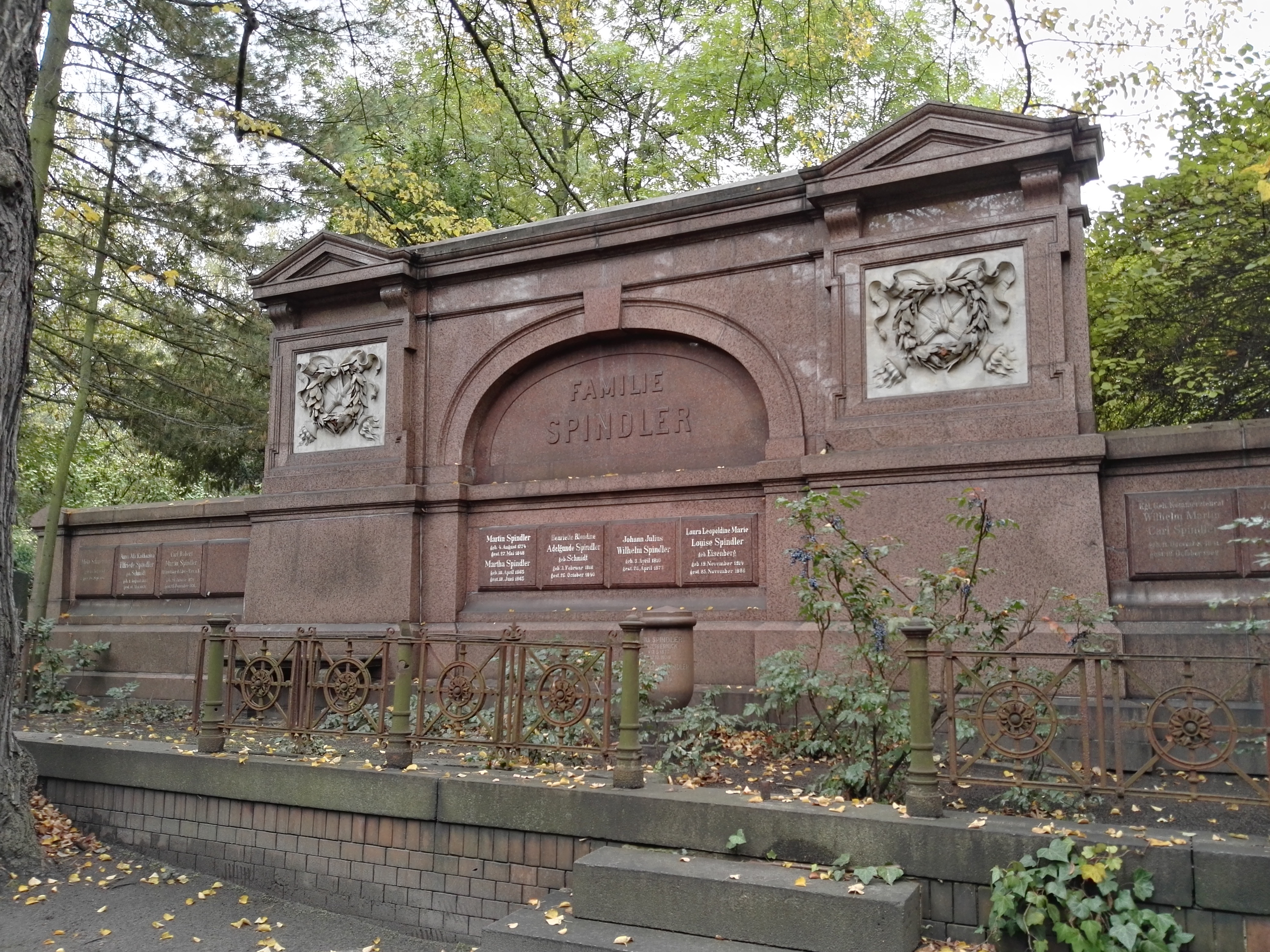
Grabstätte in Berlin

Er ist auf dem St.-Marien- und St.-Nikolai-Friedhof I im Ortsteil Prenzlauer Berg des Berliner Bezirks Pankow bestattet.

## Firmengeschichte
Spindlers Söhne, William und Carl Spindler, traten in die Fußstapfen des Vaters, beteiligten sich unter anderem an der Entwicklung neuer Färbetechniken und wurden um 1870 Firmenteilhaber. 1871 erwarben die drei ein 200 Morgen großes Gelände an der Oberspree bei Köpenick und errichteten darauf die Anstalt zur chemischen Reinigung, Wäscherei und Färberei, die 1873 eröffnet werden konnte. Nur vier Tage nach der Einweihung des ersten Flügels des Hauptgebäudes verstarb Wilhelm Spindler am 28. April 1873 infolge eines Schlaganfalles. Als weitere Nutzgebäude wurden hier schrittweise Waschhäuser, Plätt- und Appretursäle, Färbereien, Trocken- und Expeditionsräume errichtet und stets mit den modernsten technischen Geräten ihrer Zeit ausgestattet. Nach Wilhelm Spindlers Tod führten seine beiden Söhne das Geschäft erfolgreich fort. Für das neue Fabrikgelände hatte sich bald der Name Spindlersfeld eingebürgert. Eine aus dem Jahr 1892 überlieferte Arbeitsordnung zeigt die recht sozialen Regelungen für die hier tätigen Arbeiter und Angestellten: die tägliche (außer Sonntag) reine Arbeitszeit betrug zehn Stunden, auf ausdrückliches Ersuchen erhielten sie im Sommer sogar eine Woche bezahlten Erholungsurlaub.
Nachdem Julius Gessert am 3. März 1875 verstorben war, heiratete Spindlers Tochter Marie in zweiter Ehe am 12. Juni 1877 den Architekten Walter Kyllmann, der unter anderem 1890 das Erholungshaus in Spindlersfeld und das Erbbegräbnis der Spindlers, gemeinsam mit Adolf Heyden, auf dem (Alten) Friedhof vor dem Prenzlauer Tor errichtete. Das Familiengrab, als Ehrengrab der Stadt Berlin, befindet sich im Feld J-K, G4. Der zum 50-jährigen Jubiläum der Firma W. Spindler von der Firma finanzierte Spindlerbrunnen auf dem Spittelmarkt wurde ebenfalls von Kyllmann entworfen.
In der Denkschrift zum 75-jährigen Geschäftsjubiläum der Firma W. Spindler wird Wilhelm Spindler als „eine kernige, schlichte Natur, mit weitschauendem Blick, klar im Erkennen, fest im Wollen, rasch in der Tat“ charakterisiert.

## Postume Würdigungen

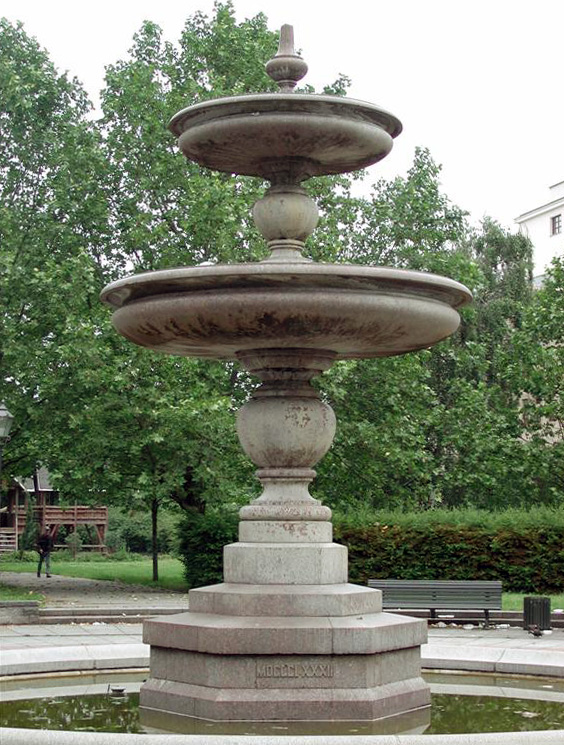
Der Spindlerbrunnen auf dem Spittelmarkt

- Der Spindlerbrunnen auf dem Spittelmarkt in direkter Nähe zum Spindlershof wurde von seinem Sohn Carl gestiftet und ihm gewidmet. Der Architekt war Spindlers Schwiegersohn Walter Kyllmann.
- An der im Jahr 2002 neu errichteten Wilhelm-Spindler-Brücke in Berlin-Spindlersfeld befindet sich ihm zu Ehren ein Denkmal mit einem Reliefporträt von ihm.